# 검은가문비나무
검은가문비나무(학명: Picea mariana)는 가문비나무속에 속하는 가문비나무의 일종으로, 캐나다와 미국 북부에 분포한다.